# Consuelo Vanderbilt
Pour les autres membres de la famille, voir Famille Vanderbilt.
 (août 2020).
Consuelo Vanderbilt (née à Manhattan (New York) le 2 mars 1877 et morte à Southampton, près de New York, le 6 décembre 1964) est une femme du monde, richissime héritière et philanthrope américaine, dont le mariage avec le 9e duc de Marlborough fut un événement pour la société du Gilded Age et de l'Europe aristocratique et dont le divorce après la Première Guerre mondiale scandalisa tout autant les milieux mondains.

## Biographie
Consuelo Vanderbilt est la fille du multi-millionnaire américain William Kissam Vanderbilt (1849-1920), roi des chemins de fer, et de sa première épouse Alva Erskine Smith (1853-1933).
Elle a deux frères cadets, William Kissam et Harold Stirling, et reçoit son nom de baptême en l'honneur de sa marraine, Lady Mandeville (en), duchesse de Manchester, née Consuelo Yznaga del Valle (1859-1909).
Elle maîtrise dès son plus jeune âge les règles de la bonne conduite dans les milieux huppés. Éduquée à demeure avec des gouvernantes et des précepteurs, elle s'intéresse particulièrement à la géographie, à l'histoire et aux mathématiques. Elle apprend aussi la danse, le dessin et la musique et parle parfaitement le français, l'italien et l'allemand, en plus de l'anglais sa langue maternelle. Plus tard, elle critiquera cette éducation tournée avant tout vers la représentation sociale.
Les somptueuses réceptions, bals, banquets, fêtes costumées et parties de chasse de cette haute société américaine, alors la plus fortunée du monde, attiraient évidemment l'aristocratie européenne, en particulier britannique, qui cherchait de riches alliances pour ses rejetons, héritiers de grands domaines fonciers et de coûteuses demeures à l'entretien dispendieux. 
Consuelo fait son entrée dans le monde à New York en 1894, et quelques mois plus tard, participe à la saison de Londres. Elle est « chaperonnée » par Lady Mary Paget (selon les recommandations de ses parents), qui est chargée de lui trouver des partis honorables. Les candidats se font connaître, parmi lesquels sont préférés le prince François-Joseph de Battenberg et Charles Spencer-Churchill, 9e duc de Marlborough (1871-1934). 

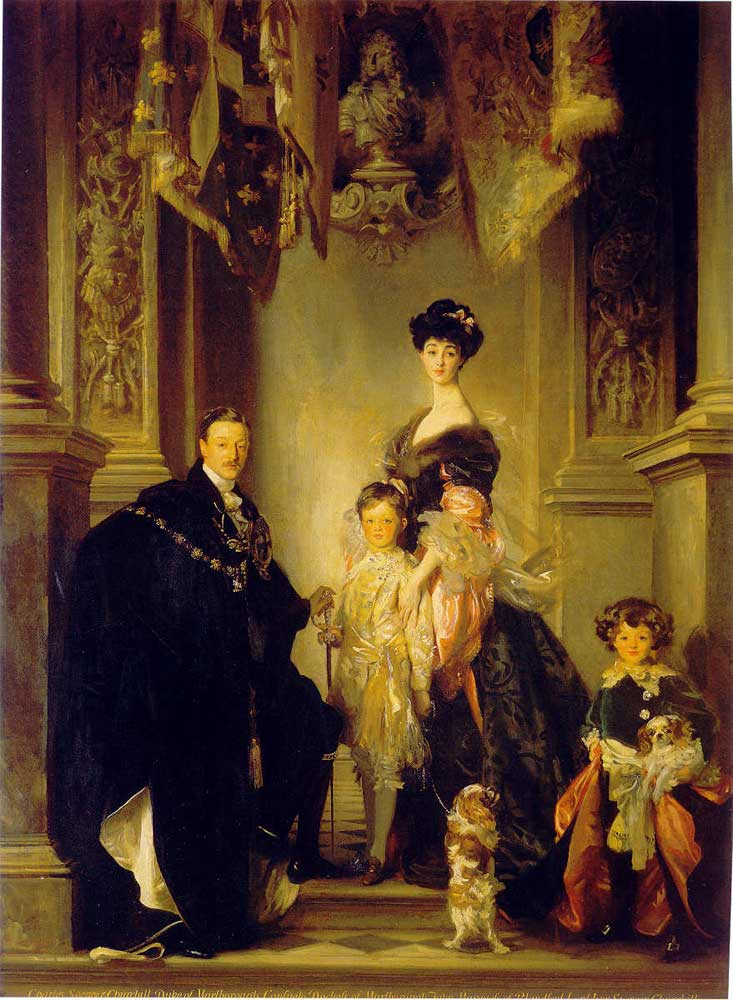
Portrait du 9e duc de Marlborough avec sa famille, par John Singer Sargent, 1905.

Le choix de la mère de Consuelo se porte sur ce dernier, et le 6 novembre 1895 elle épouse le duc de Marlborough, surnommé « Sunny », à l'église Saint-Thomas de Manhattan. Leur lune de miel se passe dans le château de marbre de la famille Vanderbilt, Marble House, à Newport dans le Rhode Island. 
De cette union naissent deux fils : John Spencer-Churchill (1897-1972) et Ivor Spencer-Churchill (1898-1956). 
La dot de l'épousée est de vingt millions de dollars de l'époque (environ quatre milliards d'euros aujourd'hui), mais la mésentente ne tarde pas à régner dans ce ménage des plus en vue de l'Europe de la Belle Époque. Ils habitent à Londres et au palais de Blenheim, qui est restauré et dont le parc est dessiné par Achille Duchêne. 
La duchesse s'engage dans des œuvres de charité et fait des dons pour l'enseignement et les malades. Le duc et la duchesse appartiennent au cercle d'amis du prince de Galles, futur George V et de la princesse de Galles.
Elle est aussi proche du cousin de son mari, Reginald Ailwyn Fellowes, dont elle favorise le mariage — contre l'avis de sa famille — avec Marguerite Decazes (1890-1962), dite « Daisy », fille du duc Decazes de Glücksberg et héritière de la famille Singer. 
Elle apprécie aussi l'amitié d'un autre cousin de son mari, le futur Premier ministre Winston Churchill. Son mariage sombre peu à peu, son mari ayant de nombreuses liaisons, dont celle qu'il entretient avec miss Gladys Deacon (modèle de Miss Forster dans À la recherche du temps perdu), qu'il finira par épouser.
Finalement le couple ducal se sépare après 1906, le divorce est prononcé en 1921 et la Rote de Rome en 1926 reconnaît la nullité du mariage pour vice du consentement (Consuelo forcée à ce mariage par sa mère, était en larmes le jour de son mariage), le duc ayant demandé cette procédure à son ancienne épouse, du fait qu'il s'était converti au catholicisme.
Consuelo épouse à Londres le 4 juillet 1921 le pionnier de l'aviation français le colonel Jacques Balsan, dont le frère Étienne fut le compagnon et le premier protecteur de Coco Chanel.
Elle continue d'entretenir des relations amicales avec les membres de son ex-belle-famille et reçoit ainsi plusieurs fois Winston Churchill vers 1920-1930 dans son château de Saint-Georges-Motel, près de Dreux. Churchill le représenta dans plusieurs toiles (celle qui appartint à sa fille Mary Soames est datée de 1935) comme il peignit les environs du domaine, seul ou avec son mentor artistique franco-britannique Paul Maze, qui avait un atelier au moulin du château. 
Elle possède aussi une villa à Èze et le couple, qui habite un hôtel particulier au 9, avenue Charles-Floquet à Paris, aime recevoir la société élégante de l'époque en menant une vie plutôt paisible.
Consuelo retourne vivre définitivement aux États-Unis après la mort de son second époux (1956) et y meurt huit ans après ; elle est inhumée au cimetière paroissial de l'église Saint-Martin de Bladon, dans l'Oxfordshire, en Angleterre, auprès de son fils cadet Ivor.
Elle est notamment à l'origine de la collecte de fonds pour la construction de l'hôpital Foch, à Suresnes,. Le pavillon Balsan, rue Worth, est nommé en son hommage.

## Décorations
- Chevalier de la Légion d'honneur, pour ses actions philanthropiques en faveur des hôpitaux parisiens

## Galerie

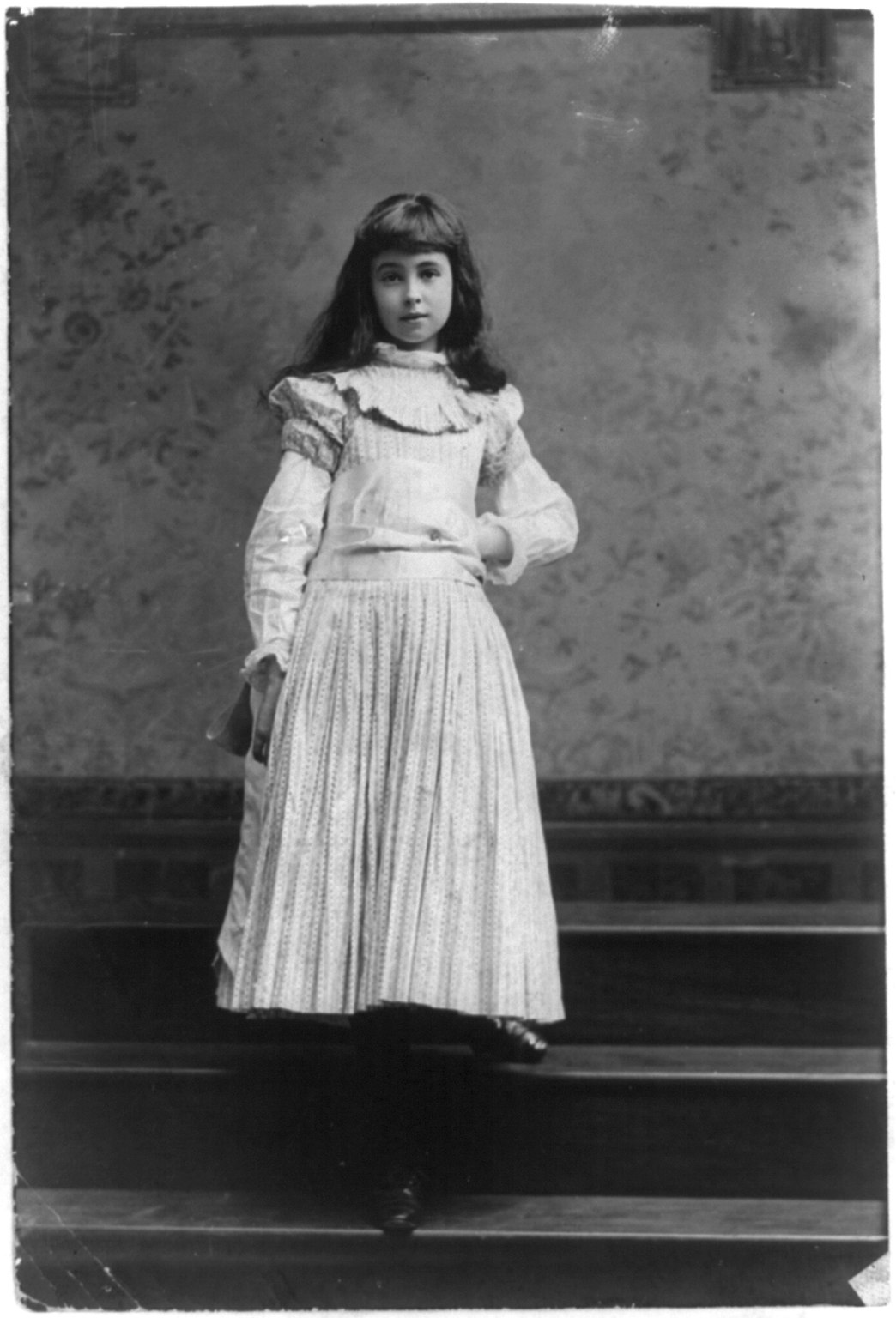
Consuelo Vanderbilt enfant.
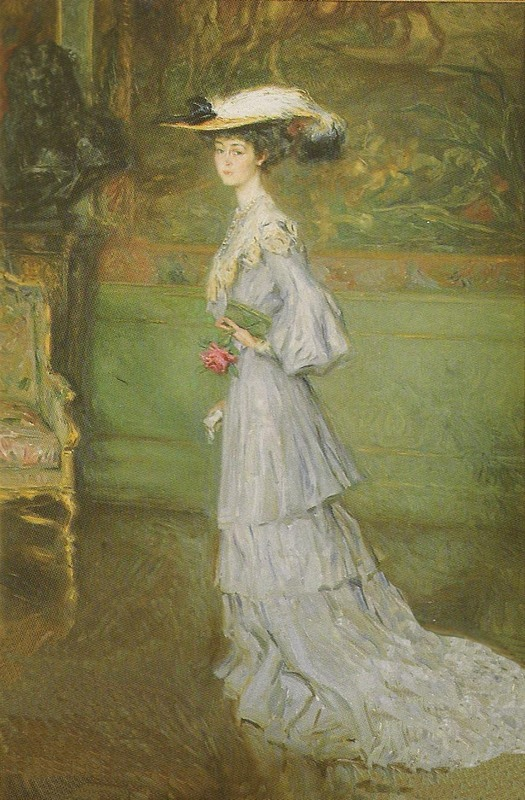
Portrait par Helleu en 1900.
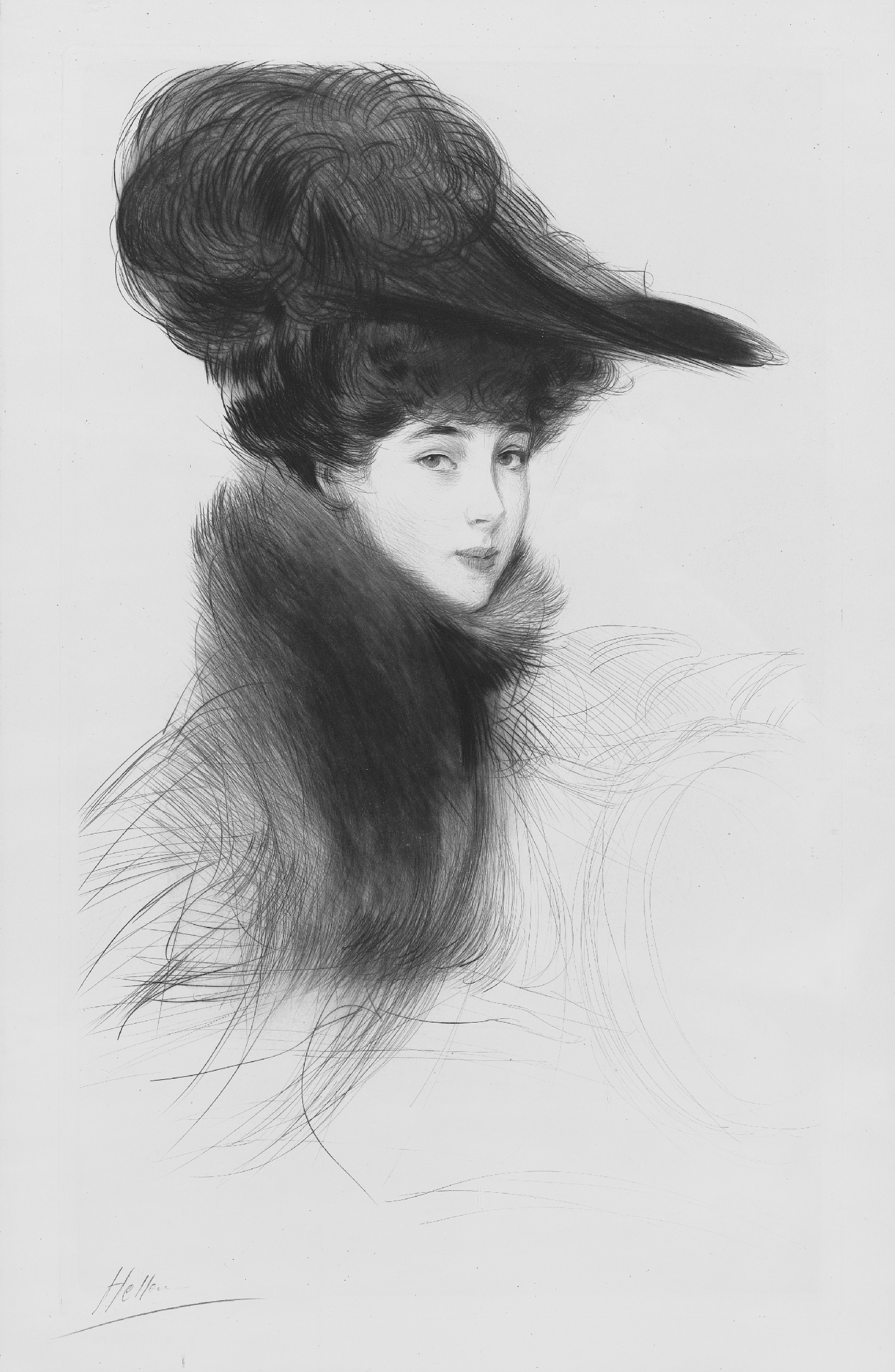
Portrait par Helleu en 1901.
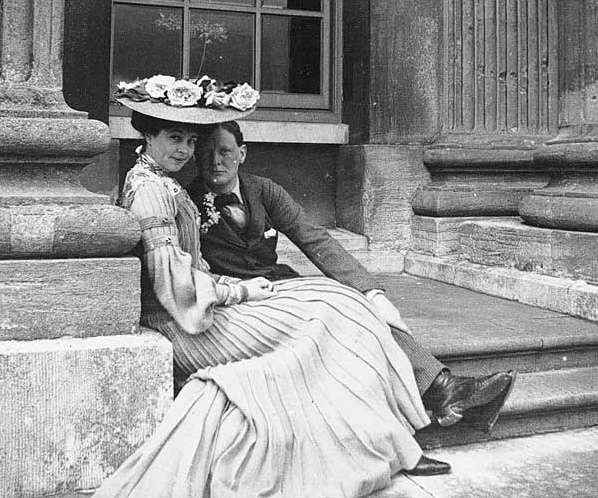
La duchesse de Marlborough et Winston Churchill en 1902.
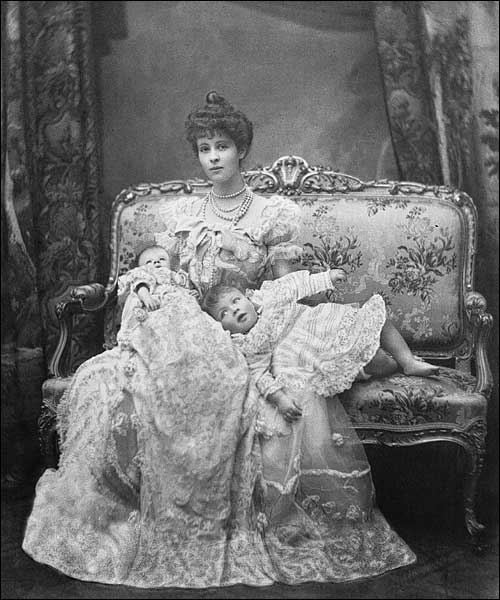
La jeune duchesse et ses deux enfants.
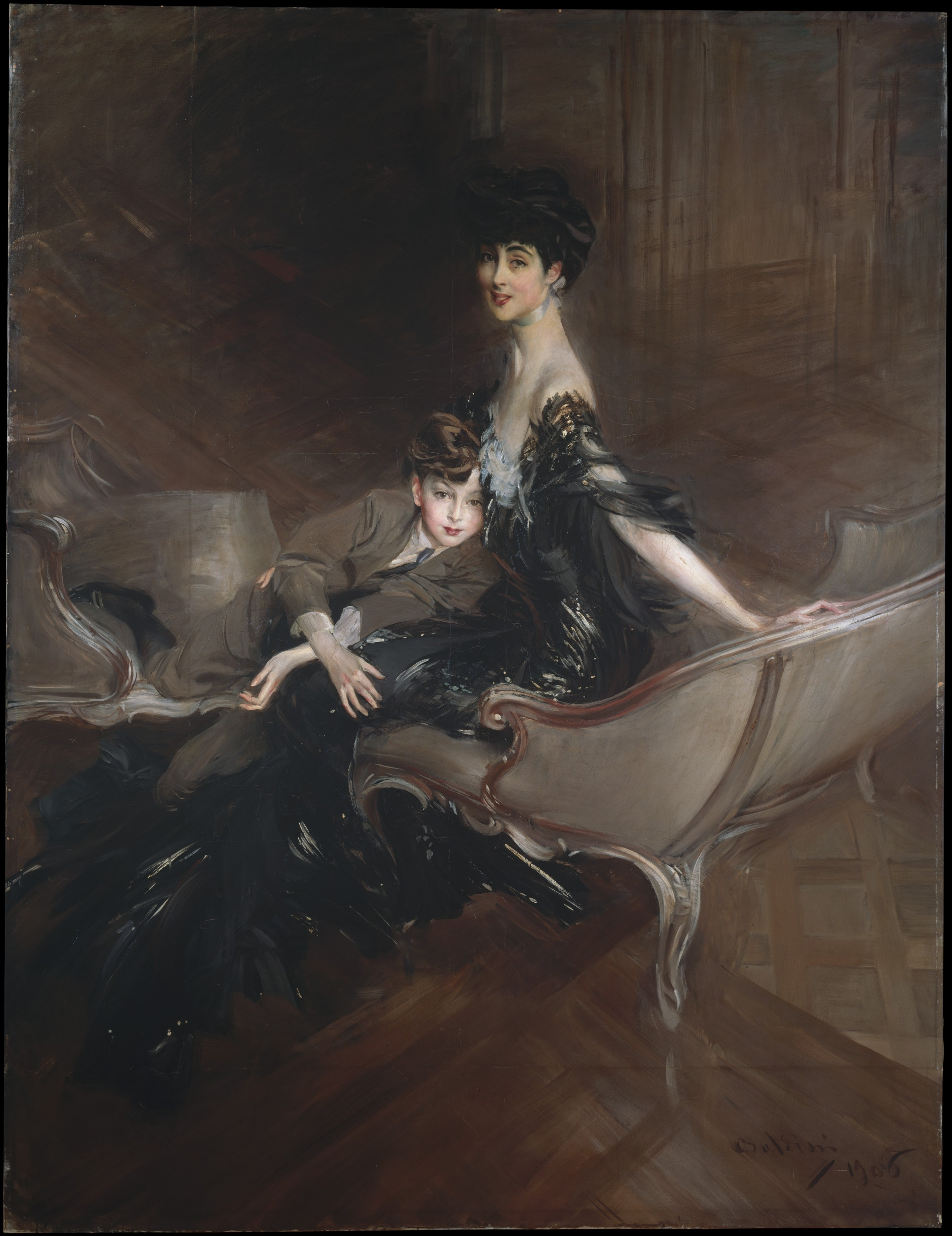
La duchesse de Marlborough et son fils Ivor par Boldini en 1906.
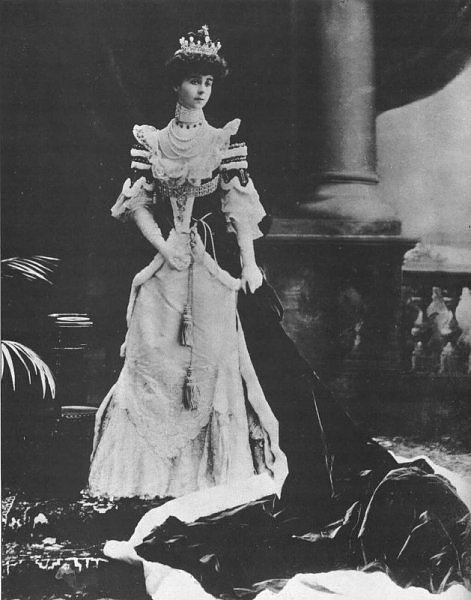
La duchesse de Marlborough au couronnement de George V en 1911.
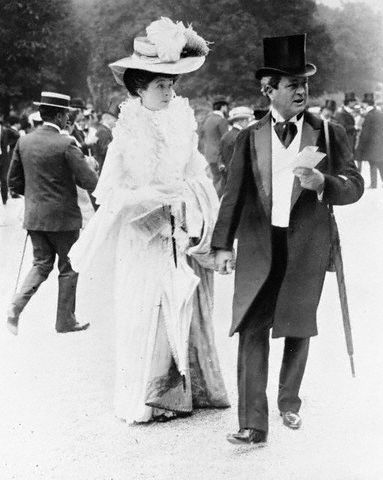
La jeune duchesse et son père, William Kissam Vanderbilt, à Paris.
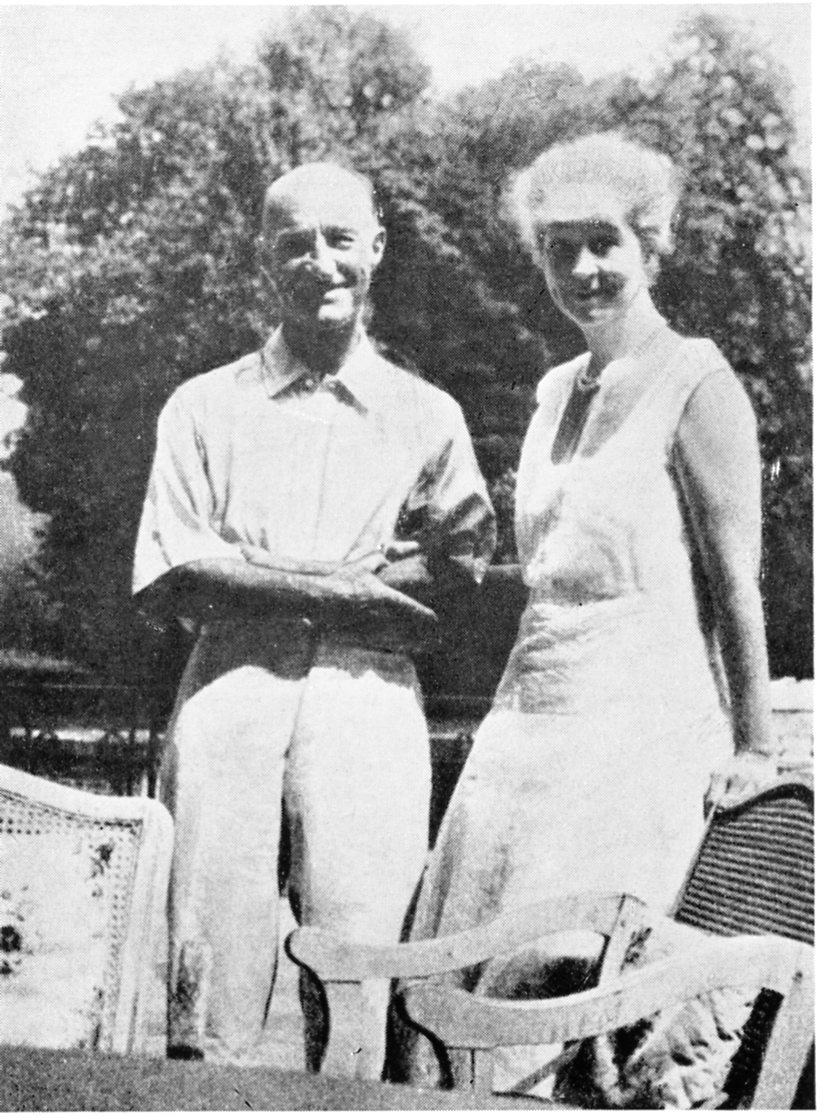
Jacques et Consuelo Balsan peu après la Seconde Guerre mondiale.
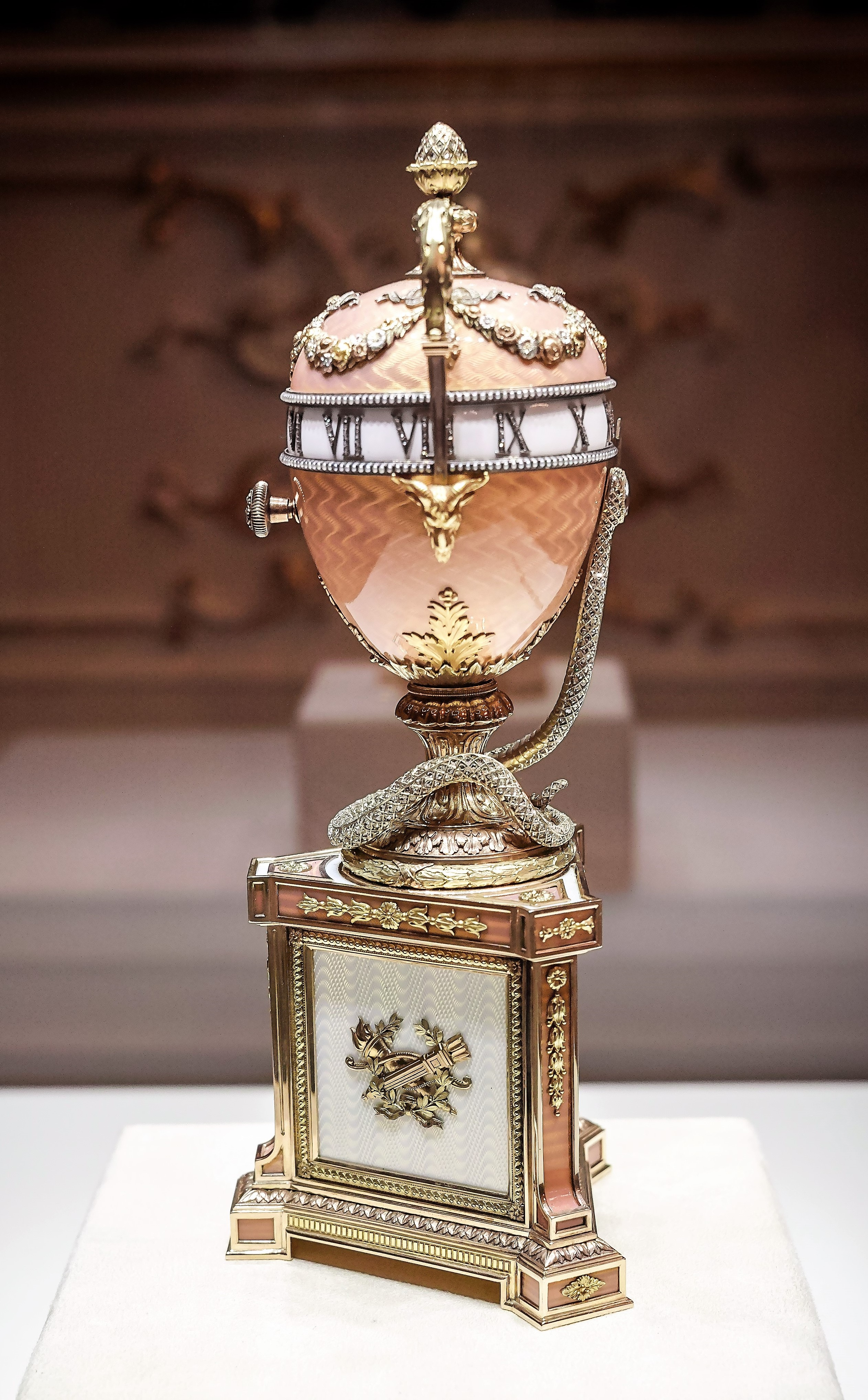
Œuf de Fabergé offert à Consuelo Vanderbilt pour son mariage (1895).
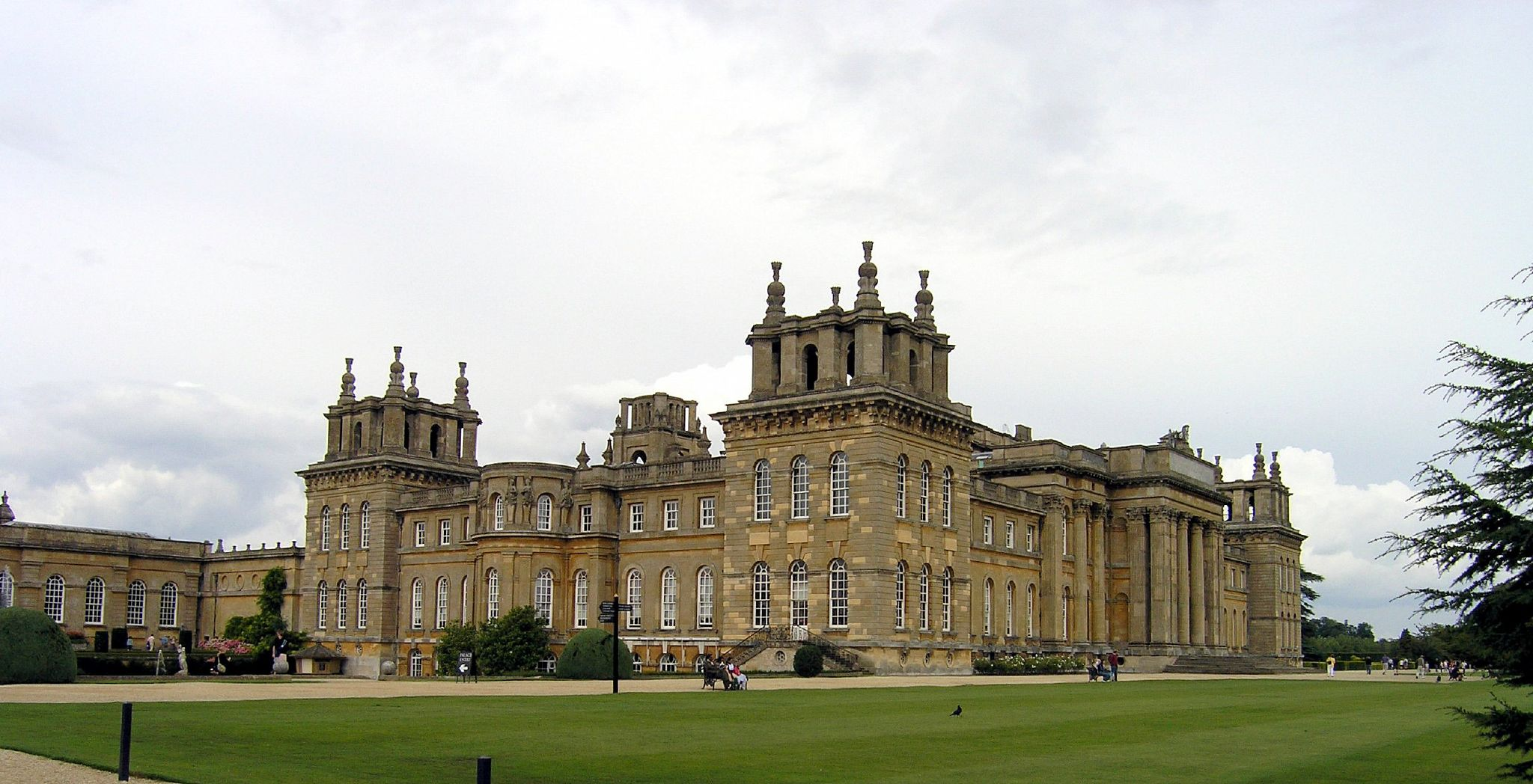
Le palais de Blenheim.